# Campeonato Paranaense 1940
In 1940 werd het 26ste Campeonato Paranaense gespeeld voor voetbalclubs uit de Braziliaanse staat Paraná. De competitie werd gespeeld van 9 maart tot 20 oktober en werd georganiseerd door de Federação Paranaense de Futebol. De competitie was een eindronde na lokale competitie, waarvan enkel de uitslagen van de hoofdstad Curitiba bekend zijn. Aan de eindronde namen buiten Atlético Paranaense ook nog Operário, Guarani en 29 de Maio deel. Atlético Paranaense werd kampioen.

## Campeonato Curitiba
| Plaats | Club                | Wed. | W | G | V | Saldo | Ptn. |
| ------ | ------------------- | ---- | - | - | - | ----- | ---- |
| 1.     | Atlético Paranaense | 12   | 7 | 3 | 2 | 31:21 | 17   |
| 2.     | Ferroviário         | 12   | 8 | 0 | 4 | 28:22 | 16   |
| 3.     | Britânia            | 11   | 5 | 2 | 4 | 22:19 | 12   |
| 4.     | Coritiba            | 12   | 5 | 0 | 7 | 21:19 | 10   |
| 5.     | Palestra Itália     | 12   | 4 | 2 | 6 | 28:38 | 10   |
| 6.     | Juventus            | 12   | 3 | 3 | 6 | 18:23 | 9    |
| 7.     | Savóia              | 12   | 1 | 6 | 5 | 24:30 | 8    |

|  | Kampioen |

## Kampioen
| Campeonato Paranaense de 1940           |
| Paraná                                  |
| --------------------------------------- |
| ATLÉTICO PARANAENSE Kampioen (6° titel) |